# Dandang Gendis
Dandang Gendis is een bestuurslaag in het regentschap Pasuruan van de provincie Oost-Java, Indonesië. Dandang Gendis telt 4187 inwoners (volkstelling 2010).